# Зімбабве-Родезія
Зімбабве-Родезія (англ. Zimbabwe Rhodesia [zɪmˈbɑːbweɪ roʊˈdiːʒə], [zɪmˈbɑːbwi roʊˈdiːʒə]) — невизнана держава, що існувала в Південній Африці з 1 червня по 12 грудня 1979 року. Була заснована завдяки Родезійському фронту та антикомуністичним організаціям зімбабвійських націоналістів. Була політичним проєктом, створеним з метою запобігти приходу до влади лівонаціоналістичних повстанських рухів. Ліквідована рішеннями Ланкастерхаузької конференції.

## Передісторія
11 листопада 1965 року партія білої громади Родезійський фронт (RF) в одностороньому порядку проголосила незалежність Родезії від Великої Британії. Це було сприйнято як «заколот проти британської корони», а режим Яна Сміта розглядався як «расистський» та споріднений апартеїду. Такі оцінки далеко не у всьому відповідали реаліям, але стійко вкорінилась в головах міжнародної громадськості[джерело не вказане 2785 днів]. Родезія піддалась міжнародній ізоляції та бойкоту. Марксистські повстанські рухи ZANU та ZAPU вели партизанську війну проти білого уряду.
Частина африканських націоналістів займала більш помірні позиції. Ліберальна партія Об'єднана африканська національна рада (UANC) єпископа Абеля Музореви, консервативна Об'єднана народна організація Зімбабве (ZUPO) племінного вождя Джеремі Чирау, яка відкололася від ZANU ZANU — Ндонґа Ндабанінґі Ситоле пішли на перемовини з урядом Родезійського фронту. 3 березня 1978 року прем'єр Сміт підписав з Музоревою, Чирау і Ситоле угоду про внутрішнє врегулювання. Угоди передбачали проведення в наступному році загальних виборів і створення багаторасового уряду, зберігаючи соціальну систему Родезії та значні прерогативи білої громади. Було сформовано Виконавчу раду для організації перехідного періоду. З активістів партії Музореви и Ситоле сформувались збройні загони SFA — антикомуністичні збройні формування чорношкірих родезійців.
ZANU і ZAPU бойкотували угоду і продовжили збройний опір. Міжнароднва спільнота також засудила внутрішнє врегулювання спеціальною резолюцією N 423 Ради Безпеки ООН. Переговори та домовленості кваліфікувались як «маневри незаконного режиму Південної Родезії, спрямовані на збереження влади расистської меншини».

## Вибори 1979 року
Загальні парламентські вибори відбулись в Родезії 10 квітня та 21 квітня 1979 року. 10 квітня обиралась квота білої меншини — усі 28 відведених мандатів отримав Родезійський фронт. 21 квітня голосували всі жителі країни. Явка чорношкірого населення склала близько двох третин. Вона була високою в Машоналенді та Північному Матабелеленді. В Південному Матабелеленді активно діяла ZIPRA (воєнне крило ZAPU), голосування було в значній мірі зірване.
На виборах в нижню Палату зборів перемогу здобув UANC — 51 мандат. ZANU — Ndonga отримав 12 мандатів. 9 мандатів завоювала партія UNFP племінного вождя Хаїси Ндівені, яка представляла інтереси етнічної меншини ндебеле. ZUPO в парламент не пройшла. Незабаром після виборів 7 депутатів від UANC за ініціативою Джеймса Чикереми створили Демократичну партію Зімбабве, ціллю якої стало придання легітимності уряду Музореви.
Верхня палата — сенат Зімбабве-Родезії — практично не змінився в порівнянні з родезійським складом. Він як і раніше складався з представників білої еліти та африканських племінних вождів.

## Система влади
Проголошення держави Зімбабве-Родезія відбулось 1 червня 1979 року. Саму назву було сприйнято як «черговий компроміс, на який пішли чорні маріонетки Сміта».
Прем'єр-міністром та міністром оборони Зімбабве-Родезії став єпископ методистської церкви Абель Музорева. Більшість міністерських постів — 12 з 23 отримали представники UANC. 3 міністерства дістались UNFP, 2 — ZANU — Ndonga. Білі члени RF очолили 6 міністерств, включаючи відомства фінансів, сільського господарства та юстиції. Також міністрами стали такі знакові постаті як: Ян Сміт (міністр без портфеля) і Пітер ван дер Біл (міністр транспорту та енергетики). Таким чином, урядова коаліція сформувалась на консервативно-ліберальній антикомуністичній платформі.
Президент Зімбабве-Родезії був в основному церемоніальною фігурою та обирався депутатами парламенту. На цей пост претендували Джозіа Зіон Гумеде (UANC) і Тімоті Нґунду Батесон Ндлову (UNFP). 29 травня 1979 року більшістю голосів був обраний Гумеде.
Номінально влада перейшла до чорної більшості. Проте силові структури залишились під контролем білої меншини. Армією як і раніше командував генерал Пітер Воллс, розвідувальною спецслужбою — полковник Кен Флауер. Професійно підготовлені білі чиновники та бізнесмени втримували контроль над ключовими економічними активами, значною частиною адміністративного апарату та судовою системою.
ZANU і ZAPU категорично не признавали нову державу і посилили бойові дії. Міжнародного визнання Зімбабве-Родезія також не отримала. Урядові сили зберігали воєнну перевагу над партизанами, але посилився світовий економічний бойкот, до якого фактично приєдналась ПАР. Тиск британського уряду Маргарет Тетчер і американської адміністрації Джиммі Картера змусило уряд Музореви—Сміта погодитись на значні політичні поступки перед ZANU і ZAPU.

## Припинення існування
У вересні—грудні 1979 року в Лондоні при посередництві британського уряду відбулась Ланкастерхаузька конференція, в якій брали участь представники партизанських рухів. Згідно з її рішеннями, державу Зімбабве-Родезія було скасовано. Формально тимчасово відновився статус Південної Родезії як британської колонії, влада перейшла губернатору лорду Соумсу. Бойові дії офіційно припинялись, партизанські загони повинні були розміститися в спеціальних ізольованих таборах. На лютий 1980 року призначались загальні вибори за участю ZANU та ZAPU.
Перемогу на лютневих виборах 1980 року отримала ЗАНУ, прем'єр-міністром став Роберт Муґабе. 18 квітня була проголошена незалежність Зімбабве.

## Глави держави та уряду

### Президент
| Термін повноважень                       | Президент          |
| ---------------------------------------- | ------------------ |
| 1 червня 1979 року — 12 грудня 1979 року | Джозіа Зіон Гумеде |

### Прем'єр-міністр
| Термін повноважень                       | Прем'єр-міністр         |
| ---------------------------------------- | ----------------------- |
| 1 червня 1979 року — 11 грудня 1979 року | Абель Тендекаї Музорева |